# Megarafonus lajuneae
Megarafonus lajuneae är en skalbaggsart som beskrevs av Chandler 2003. Megarafonus lajuneae ingår i släktet Megarafonus och familjen kortvingar. Inga underarter finns listade i Catalogue of Life.